# يو إف سي 45
يو إف سي 45: ثورة (بالإنجليزية: UFC 45: Revolution)‏ هو حدث لفنون القتال المختلطة نظمته يو إف سي، أُقيم في 21 نوفمبر 2003، على موهيغان صن أرينا في أونكاسفيل، كونيتيكت، الولايات المتحدة.